# Coupe Simonne-Mathieu
La Coupe Simonne-Mathieu est le trophée remis aux vainqueurs du double dames des Internationaux de France de tennis (Roland-Garros). Elle est nommée ainsi en l'honneur de Simonne Mathieu, ancien joueuse français ayant remporté le tournoi de double à 6 reprises et ancienne résistante française, qui possède également un court à son nom.

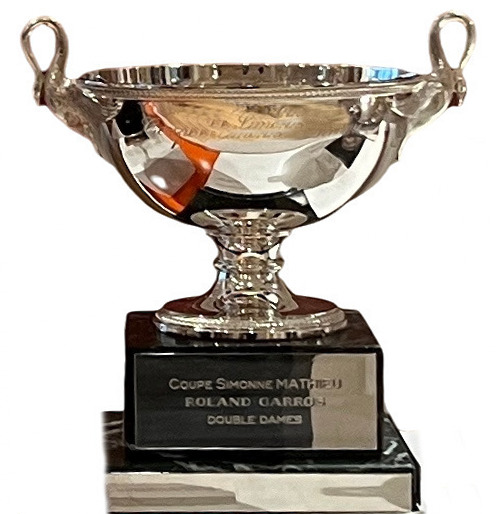
La Coupe Simonne Mathieu.

La coupe actuelle a été créée en 1990, à la suite d'un appel d'offres de la Fédération française de tennis (FFT) remporté par le joaillier Mellerio dit Meller. Elle représente un trophée rond est agrémenté de deux petites anses en forme de cygne et de moulures en feuille d’eau. Les tenantes du titre actuels sont Sara Errani et Jasmine Paolini. Chaque vainqueure remporte une de ses répliques 2 fois plus petites, l'original restant propriété de la FFT et reste exposé au Tenniseum sur le stade Roland Garros.
Son équivalent masculin est la Coupe Jacques-Brugnon.